# 1994년 8월
| 1994년: 1월 · 2월 · 3월 · 4월 · 5월 · 6월 · 7월 · 8월 · 9월 · 10월 · 11월 · 12월 |

| <          | 1994년 8월  | 1994년 8월 | 1994년 8월 | 1994년 8월 | 1994년 8월 | >          |
| 일         | 월          | 화         | 수         | 목         | 금         | 토         |
|            | 1 6.24 기미 | 2 25 경신  | 3 26 신유  | 4 27 임술  | 5 28 계해  | 6 29 갑자  |
| 7 7.1 을축 | 8 2 병인    | 9 3 정묘   | 10 4 무진  | 11 5 기사  | 12 6 경오  | 13 7 신미  |
| 14 8 임신  | 15 9 계유   | 16 10 갑술 | 17 11 을해 | 18 12 병자 | 19 13 정축 | 20 14 무인 |
| 21 15 기묘 | 22 16 경진  | 23 17 신사 | 24 18 임오 | 25 19 계미 | 26 20 갑신 | 27 21 을유 |
| 28 22 병술 | 29 23 정해  | 30 24 무자 | 31 25 기축 |            |            |            |

| 편집하기 |

## 1994년8월 29일
- 삼성전자 256메가 D램을 세계 최초로 개발하다.

## 1994년8월 25일
- 박홍 서강대학교 총장, 여의도클럽 토론회서 주사파 발언으로 파란을 일으키다.

## 1994년8월 10일
- 제주도 제주시 제주국제공항에서 대한항공 에어버스 A300 여객기가 활주로에서 이탈, 탑승자 160명 중 9명이 부상하였다.